# Mario Panzeri
Mario Panzeri (* 10. května 1964) je italský horolezec. Vysokohorským horolezectvím se začal zabývat v roce 1987 a o rok později vystoupil na svou první osmitisícovku Čo Oju. V následujících čtyřech letech se neúspěšně pokusil o výstupy na Makalu a Mount Everest. V roce 1992 na třetí pokus na nejvyšší horu světa vystoupil. Roku 1996 zdolal druhou nejvyšší horu K2 a krátce poté i Lhoce. V roce 2005 úspěšně vystoupil na Annapurnu. Během následujících sedmi let stál na vrcholu vyšším než 8 tisíc metrů desetkrát. Výstupem na Dhaulágirí se stal 33. člověkem a šestým Italem, který vystoupil na všech 14 osmitisícovek. Je také patnáctým, kterému se to podařilo bez použití kyslíku.

## Úspěšné výstupy na osmitisícovky
- 1988 Čo Oju (8201 m)
- 1992 Mount Everest (8849 m)
- 1996 K2 (8611 m)
- 1997 Lhoce (8516 m)
- 2005 Annapurna (8091 m)
- 2006 Makalu (8465 m)
- 2006 Gašerbrum II (8035 m)
- 2008 Nanga Parbat (8125 m)
- 2008 Broad Peak (8047 m)
- 2009 Manáslu (8163 m)
- 2010 Šiša Pangma (8013 m)
- 2011 Kančendženga (8586 m)
- 2011 Gašerbrum I (8068 m)
- 2012 Dhaulágirí (8167 m)